# Chiesa di San Nicola di Myra (Squinzano)
La chiesa di San Nicola di Myra è la parrocchiale di Squinzano, in provincia e arcidiocesi di Lecce; fa parte della vicaria di Squinzano.

## Storia
Già nel Basso Medioevo sorgeva a Squinzano una cappella dedicata a san Nicola; questo luogo di culto, dotato di cripta, era officiato dai monaci basiliani.
Alla fine del Cinquecento l'originaria parrocchiale della Visitazione, poi reintitolata al Santissimo Crocifisso, era ormai insufficiente a soddisfare le esigenze dei fedeli e, così, si decise di costituirne una più capiente al posto della cappella summenzionata.
I lavori di realizzazione della nuova chiesa, che ereditò la dedica della cappella, iniziarono nel 1590; l'edificio venne terminato una ventina di anni dopo circa e poi consacrata nel 1612.
Il campanile, progettato dall'architetto Saverio Tommasi e iniziato presumibilmente dopo il 1642, venne invece portato a compimento alcuni decenni più tardi, nel 1668.
Ai primi dell'Ottocento la parrocchiale fu interessata da alcune modifiche, tra le quali ad esempio l'elevazione della cupola e la sostituzione dell'originaria copertura in legno con una nuova volta in muratura.
Nel 1962, in ossequio alle norme postconciliari, si procedette all'esecuzione dell'intervento di adeguamento liturgico mediante l'aggiunta dell'ambone e dell'altare rivolto verso l'assemblea.

## Descrizione

### Esterno
La facciata a salienti della chiesa, rivolta a sudovest, è suddivisa da una cornice marcapiano in due registri, entrambi scanditi da lesene; quello inferiore, più largo, presenta centralmente il portale maggiore, riccamente decorato e sormontato da una nicchia con statua, mentre ai lati i due ingressi secondari e altrettanti oculi, mentre quello superiore è caratterizzato da una finestra e sormontato dal coronamento curvilineo.
Annesso alla parrocchiale è il campanile a base quadrata, alto 32 metri, la cui cella è suddivisa in due ordini, ognuno dei quali presenta quattro monofore affiancate da semicolonne; la torre è coronata dal cupolino poggiante sul tamburo.

### Interno
L'interno dell'edificio si compone di tre navate, separate da pilastri, abbelliti da paraste e semicolonne terminanti con capitelli compositi e sorreggenti degli archi a tutto sesto, sui quali corre la trabeazione aggettante e modanata sopra cui si impostano le volte a stella; al termine dell'aula si sviluppa il presbiterio, rialzato di tre gradini, ospitante l'altare maggiore e chiuso dall'abside di forma semicircolare.
Qui sono conservate diverse opere di pregio, tra le quali il coro ligneo, costruito nel 1843 da Giuseppe Fella, la pala con soggetto l'Ultima Cena, risalente al Seicento, e la tela raffigurante San Domenico di Guzmàn che riceve il rosario dalla Vergine, dipinta dal campiese Ingrosso.